# Kraljeva švedska opera
Kraljeva švedska opera (švedsko Kungliga Operan) je švedska državna opera. Da bi jo ločili od drugih kraljevih opernih hiš, jo v nemško govorečih državah pogosto imenujejo Kraljeva švedska nacionalna opera, v angleščini (vključno z mednarodnimi pogodbami opere z umetniki) pa Kraljeva švedska opera.
Stoji v osrednjem okrožju Norrmalm v prestolnici Stockholm, v zgodovinskem arhitekturnem ansamblu na Gustav Adolfs Torg (Trg Gustava Adolfa), neposredno nasproti palače Arvfurstens na severnem bregu reke Norrström, čez katero povezuje most Norrbro s Stockholmsko palačo in Riksdagshusetom (Stavba parlamenta, Stockholm). Na njenem zadnjem delu je Kungsträdgården, eden najstarejših mestnih parkov v Stockholmu. V bližini je tudi Sagerjeva hiša, uradna rezidenca švedskega predsednika vlade.

## Dejstva in zgodovina
Kraljeva operna hiša predstavlja približno 60 odstotkov opere in 40 odstotkov baleta. Vsako sezono repertoar vključuje približno 15 do 20 opernih produkcij in približno pet baletnih produkcij.
V isti stavbi domujeta tudi Kraljevi balet, Kungliga Balletten in Kraljevi dvorni orkester, Kungliga Hovkapellet. V kleti operne hiše je restavracija.
Kraljeva operna hiša igra ključno vlogo v švedski kulturni zgodovini, saj je skupaj s svojimi predhodnicami prek neposrednih kulturno-političnih impulzov in vplivov vladarjev (Gustava Vase, Kristine, Gustava III. in Oskarja II.) odražala ustrezen umetniški slog in duh časa, ki je bil reprezentativen za posamezno obdobje in seval iz prestolnice v širšo regijo.
Njegova zgodovina je tesno prepletena tudi z njegovim – veliko starejšim – »hišnim orkestrom«, Kraljevim dvornim orkestrom, ki ga je od ustanovitve v 16. stoletju pod kraljem Gustavom Vaso močno podpiral posamezen kralj in je privabljal skladatelje in dirigente z vsega sveta, ki so posledično pomembno vplivali na operno ustvarjanje. Med njimi je več nemških glasbenikov, vključno z več člani glasbene družine Düben, pa tudi Johann Gottlieb Naumann, Georg Joseph Vogler in Joseph Martin Kraus.
Začetek predstav pod Gustavom III. v Bollhusetu 18. januarja 1773 velja za rojstvo švedske opere. Takrat se je imenovalo Kungliga Teatern (Kraljevo gledališče). Vendar so bile poleg opernih in baletnih predstav uprizarjane tudi gledališke igre. Prva operna hiša pa je bila odprta šele leta 1782.
Po 15 letih je Gustav III. ustanovil Kraljevo operno hišo. Leta 1788 je bilo Kraljevo dramsko gledališče ustanovljeno kot odcepitev od obstoječega Kraljevega dramskega gledališča, s čimer je nastalo ločeno prizorišče za operno hišo v Kungsträdgårdenu, da bi prostorsko ločili glasbeno in govorjeno gledališče. Od te odcepitve novo ustanovljeno Kraljevo dramsko gledališče služi izključno kot prizorišče za govorjeno gledališče. Kraljevo dramsko gledališče pa je ostalo čista operna hiša za opero in balet in se od leta 1997 imenuje Kraljeva operna hiša. Skozi svojo zgodovino je Kraljeva operna hiša pod zaporednimi kraljevimi dinastijami ohranila dve stavbi na isti lokaciji.

## Prva kraljeva operna hiša
Kralj Gustav III. je bil zagovornik opere in je leta 1775 po načrtih arhitekta Carla Fredrika Adelcrantza dal zgraditi prvo operno hišo na Gustav Adolfs Torgu. Na otvoritvi 30. septembra 1782 je bila izvedena švedska opera Cora och Alonzo Johanna Gottlieba Naumanna. Gustav III. je bil 16. marca 1792 umorjen na plesu v maskah v Kraljevi operni hiši. Ta dogodek je skoraj 70 let pozneje obravnaval Giuseppe Verdi v svoji operi Un ballo in maschera (Ples v maskah).
Kot natančno repliko operne hiše je kraljeva Gustavova sestra, princesa Sofija Albertina, med letoma 1783 in 1794 dala zgraditi knežjo palačo po načrtih Erika Palmstedta, neposredno nasproti operne hiše na Gustav Adolfs Torgu, s čimer je ustvarila arhitekturno simetrijo. Prvotna arhitektura prve operne hiše se je ohranila do danes, čeprav so jo morali leta 1891 umakniti naslednji stavbi. Danes v palači Arvfürstens domuje ministrstvo za zunanje zadeve.

## Druga kraljeva operna hiša
Po več kot sto letih so leta 1891 porušili prvo operno hišo, ker je postala dotrajana in premajhna. Med letoma 1887 in 1888 je bil izveden arhitekturni natečaj za novo stavbo, na katerem je zmagal stockholmski arhitekt Valfrid Karlson (1855–1935). Vendar je bil za gradnjo izbran načrt Axela Anderberga, ki je na natečaju osvojil drugo mesto, in je bil izveden od leta 1892 naprej s pomembno pomočjo gradbenega inženirja Axela Lindahla (1858–1934).
Ansambel je bil nastanjen v Svenska Teatern (Švedskem gledališču) na Blasieholmenu, dokler ni bila nova stavba dokončana leta 1898. Nova operna hiša je bila zgrajena v neoklasicističnem slogu na istem mestu, kjer je stala stara hiša.
Otvoritev je bila 19. septembra 1898, ko jo je odprl kralj Oskar II. Izvedena je bila opera Adolfa Fredrika Lindblada Frondörerna (Uporniki). Dvorana sprejme 1240 ljudi; s stropa visi dvotonski lestenec. Tako imenovani Guldfoajé (Zlati predprostor) (na ravni prvega nadstropja lož v prvem nadstropju nad glavnim vhodnim prostorom) je bogato okrašen z pozlato in ogledali ter meri 28 metrov krat 8 metrov. V novi stavbi je od leta 1895 tudi restavracija, od leta 1905 pa bar. Zunanja barva stavbe se ujema z barvo Stockholmske palače, ki stoji na nasprotnem bregu reke Norrström. Kraljeva loža v prvem nadstropju nad orkestrsko jamo in zasebna soba sta rezervirani za družino švedskega kralja Karla XVI.
Stavba je od leta 1935 zaščitena stavba.

## Ansambel, umetniki in umetniški vodja
Med pevci, ki so izšli iz ansambla operne hiše, so Jussi Björling, Gösta Winbergh, Nicolai Gedda, Peter Mattei, Jenny Lind, Birgit Nilsson, Elisabeth Söderström, Anne Sofie von Otter, Solveig Kringlebotn, Miah Persson, Katarina Dalayman in Nina Stemme. Sopranistka Erika Sunnegårdh je večkrat nastopila v operni hiši svojega domačega kraja.
V priznanje za njihove izjemne umetniške dosežke izbrani člani vokalnega ansambla prejmejo naziv Hovsångare (moški) ali Hovsångerska (ženska) ('dvorna operna pevka') od švedskega kralja.
Ustanovitev orkestra Kraljeve opere, Kraljevega baleta, sega v leto 1526, zaradi česar je eden najstarejših v Evropi. Kraljevi balet je leta 1773 ustanovil Gustav III.
Trenutna umetniška direktorica Kraljeve opere v Stockholmu je švedska mezzosopranistka Birgitta Svendén.